# Grimpa-soques cuirassat
El grimpa-soques cuirassat (Xiphorhynchus erythropygius) és una espècie d'ocell de la família dels furnàrids (Furnariidae).

## Hàbitat i distribució
Habita la selva humida, altres zones boscoses i clars de les terres altes, des de Mèxic cap al sud fins al nord de Nicaragua, també a les terres baixes del sud-est de Nicaragua, Costa Rica, Panamà, oest i centre de Colòmbia i nord-oest de l'Equador.